# Poulsker (plaats)
Polvsker is een dorp in de Deense regio Hovedstaden, op het eiland en gemeente Bornholm. Het maakt deel uit van de Poulsker parochie.
Belangrijkste kenmerk is de kerk waar het dorpje zijn naam aan dankt: Sankt Pouls Kirke. Het is en kerk zonder toren in Romaanse stijl en werd opgeleverd in 1248.
Op de begraafplaats liggen twee Britse RAF-piloten en een Amerikaanse collega, die sneuvelden in de Tweede Wereldoorlog.
Steden: Aakirkeby · Allinge-Sandvig · Hasle · Nexø · Rønne

Dorpen: Aarsdale · Balka · Gudhjem · Klemensker · Listed · Lobbæk · Nyker · Nylars · Østerlars · Østemarie · Pedersker · Snogebæk · Sorthat-Muleby · Svaneke · Tejn · Vestermarie

Buurtschappen: Arnager · Årsballe · Boderne · Bodilsker · Bølshavn · Dueodde · Helligpeder · Ibsker · Knudsker · Melsted · Olsker · Poulsker · Rø · Rutsker · Sandkås · Smørenge · Stenseby · Teglkås · Vang

Omgeving op en nabij Bornholm: Almindingen · Christiansø · Døndalen · Ekkodalen · Ertholmene · Frederiksø · Gryet · Hammeren · Paradisbakkerne · Rytterknægten · Stammershalle · Troldeskoven